# Crisis del final del reinado de Isabel II

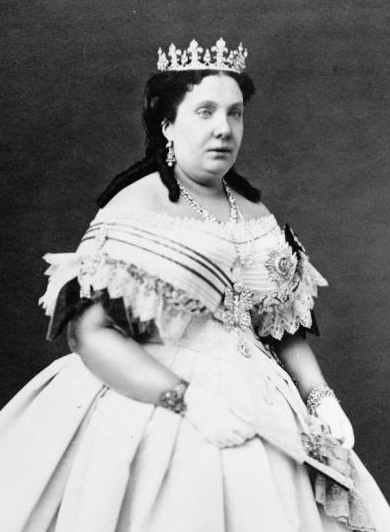
Isabel II

La crisis del final del reinado de Isabel II constituye el cuarto y último período en el que se suele dividir el reinado de Isabel II de España. Comienza en marzo de 1863 con la caída del gobierno de la Unión Liberal del general Leopoldo O'Donnell y termina con la Revolución de 1868 que puso fin a la Monarquía de Isabel II -que marchó al exilio- y abrió la nueva etapa de la historia contemporánea de España denominada Sexenio Democrático (1868-1874).

## Antecedentes: la caída de O'Donnell
A partir de 1861 la cohesión interna de la Unión Liberal, el partido que sustentaba al gobierno de Leopoldo O'Donnell, se fue resquebrajando al carecer de una firme base ideológica y basarse casi exclusivamente en la comunidad de intereses. La firma del Tratado de Londres de 1861 por el que España se comprometía en la expedición a México junto a Gran Bretaña y Francia ya suscitó un vivo debate en las Cortes sobre la constitucionalidad del acuerdo, en el que algunos diputados de la Unión Liberal no respaldaron al gobierno. El fraccionamiento del partido gubernamental también se evidenció cuando el 16 de diciembre de 1861 se votó una moción de confianza al gobierno en la que unos 80 diputados se la negaron, entre ellos uno de los fundadores de la Unión Liberal, el exministro Antonio de los Ríos Rosas, que como el resto de unionistas disidentes criticaban el estilo personalista de gobierno de O'Donnell. Poco a poco este grupo se fue ampliando con figuras de tanto peso dentro de la Unión Liberal como Antonio Cánovas del Castillo, Manuel Alonso Martínez o el general Manuel Gutiérrez de la Concha, marqués del Duero. También se sumaron al sector crítico Alejandro Mon y los antiguos progresistas "resellados" encabezados por Manuel Cortina y por el general Juan Prim, quien acabaría volviendo a las filas del Partido Progresista.

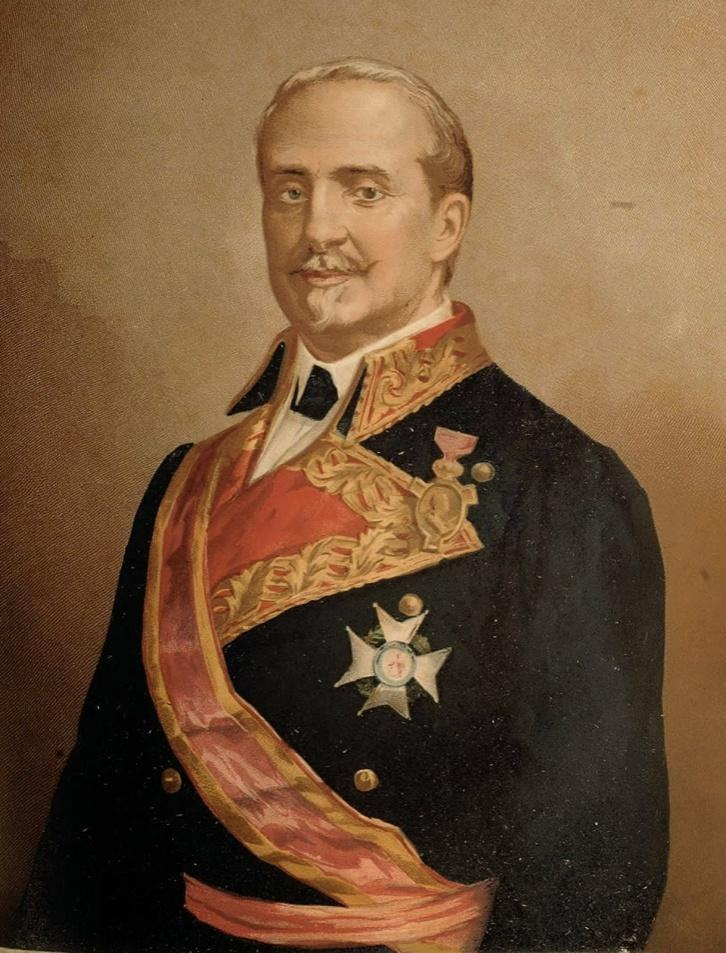
El general Leopoldo O'Donnell.

Asimismo arreció la oposición de los progresistas "puros" -los que a diferencia de los progresistas "resellados" no se integraron en la Unión Liberal cuando se fundó en 1858-, como se pudo comprobar en diciembre de 1861 cuando el líder progresista "puro" Salustiano de Olózaga denunció en las Cortes la gran influencia que sobre la reina Isabel II ejercía la camarilla clerical -encabezada por sor Patrocinio y a la que en 1857 se había incorporado el padre Claret, nuevo confesor real, y de la que también formaba parte el nuevo "favorito" de la reina Miguel Tenorio- y a la que culpaba de limitar la política del gobierno de O'Donnell, impidiendo por ejemplo que España reconociera al reino de Italia por estar enfrentado con el papa en la llamada cuestión romana, y, sobre todo, de ser responsable de que los progresistas nunca fueran llamados por la Corona a formar gobierno. Su discurso terminó con una frase que se haría célebre: «Hay obstáculos tradicionales que se oponen a la libertad de España».
Al mismo tiempo comenzaron a aflorar las denuncias de corrupción a lo que se unió la presión de Napoleón III para que el gobierno condenara la conducta del general Prim al ordenar la retirada unilateral del contingente español en la expedición de México, lo que acabó provocando una crisis de gobierno a mediados de enero de 1863.
A comienzos de marzo de 1863 O'Donnell pidió a la reina la disolución de las Cortes, que llevaban abiertas cuatro años, para contar con un parlamento más adicto poniendo fin a la disidencia que había surgido en la Unión Liberal -ya fuera la integrada por antiguos moderados "puritanos", como Cánovas, o por antiguos progresistas "resellados", como Cortina o el general Prim-. Pero Isabel II se negó a disolver las Cortes, entre otras razones por la oposición del gobierno de O'Donnell a que la reina madre María Cristina de Borbón volviera a España. Entonces O'Donnell presentó su dimisión que le fue aceptada. Fue el final del "gobierno largo" de la Unión Liberal.

## La vuelta de los moderados al poder (1863-1865)

### El gobierno de Miraflores y el retraimiento de los progresistas
Para decidir quién sustituiría a O'Donnell la reina convocó a palacio al presidente del Congreso de los Diputados, Diego López Ballesteros, y al del Senado, Manuel Gutiérrez de la Concha, quienes le aconsejaron que nombrara a un progresista como nuevo presidente del gobierno. La reina aceptó la propuesta pero cuando se entrevistó con una comisión del Partido Progresista integrada por el "resellado" Manuel Cortina y por el "puro" Pascual Madoz éstos no le dieron ningún nombre para presidente del gobierno y le pidieron tiempo para reorganizar el partido. Los dos sectores del Partido Progresista -"resellados" y "puros"- se reunieron el 19 de marzo de 1863 para reunificar el partido ante la inminencia de la entrada en el Gobierno de los progresistas. En la reunión se barajó el nombre del general Juan Prim, quien mantenía unas excelentes relaciones con la reina y que además había sido el político progresista que O'Donnell le había propuesto a Isabel II para sustituirle.
El problema que tenía la reina es que no encontraba ningún político que quisiera hacerse cargo del gobierno con unas Cortes con mayoría de la Unión Liberal y al que no podía otorgar el decreto de disolución porque ya se lo había denegado a O'Donnell, lo que había causado su dimisión. Así que tuvo que recurrir a última hora al anciano moderado Marqués de Miraflores para que gobernara con las Cortes «tal cual existían». Como era de esperar Miraflores se tuvo que enfrentar con una fuerte oposición parlamentaria por lo que suspendió las sesiones de las Cortes el 6 de mayo y finalmente obtuvo de la reina el decreto de disolución a mediados de agosto de 1863.

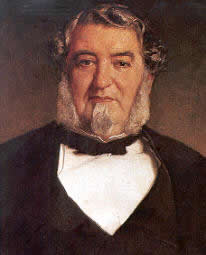
Salustiano de Olózaga.

Miraflores se reunió con el líder progresista Salustiano de Olózaga ofreciéndole entre 50 y 70 diputados en las nuevas Cortes que tendrían una mayoría moderada y unionista, pero Olózaga "tras una primera aceptación, acabó negándose a la componenda". Miraflores le había puesto como condición para "otorgarle" un número tan relativamente grande de diputados que los progresistas renunciaran a la Milicia Nacional y al principio de que el poder legislativo residiera únicamente en las Cortes, y no en "las Cortes con el rey" como se decía en la Constitución de 1845, a lo que Olózaga se negó.
Entonces el ministro de la Gobernación Florencio Rodríguez Vaamonde envió unas circulares a los gobernadores civiles en las que, para impedir que los progresistas consiguieran más escaños de los que pensaba "otorgarles" el gobierno, se restringía el derecho de reunión exclusivamente a las personas que tenían derecho al voto -"que eran 179.000 en toda España, en una población de unos diecisiete millones de habitantes"- y además se ordenaba que la policía ejerciera la "influencia moral" del gobierno para que salieran elegidos los candidatos afines. El conocimiento de estas circulares provocó la ruptura entre progresistas y moderados, desbaratándose así la oportunidad de que los dos partidos se turnasen en el gobierno. El 23 de agosto de 1863 un grupo de progresistas hacía pública su protesta por las circulares y anunciaba que renunciaban a reunirse, haciendo responsable al Gobierno de las consecuencias. El general Prim se entrevistó con la reina en tres ocasiones para que presionara al gobierno para que retirara las circulares pero no lo consiguió, por lo que el Comité central del Partido Progresista reunido el 7 de septiembre de 1863 decidió el retraimiento en las elecciones, lo que suponía no presentar candidatos a las mismas y, sobre todo, negar la legitimidad a las Cortes que salieran de ellas. El objetivo era presionar a la reina para que rectificara, pero ésta no lo hizo.

### La vuelta de Narváez

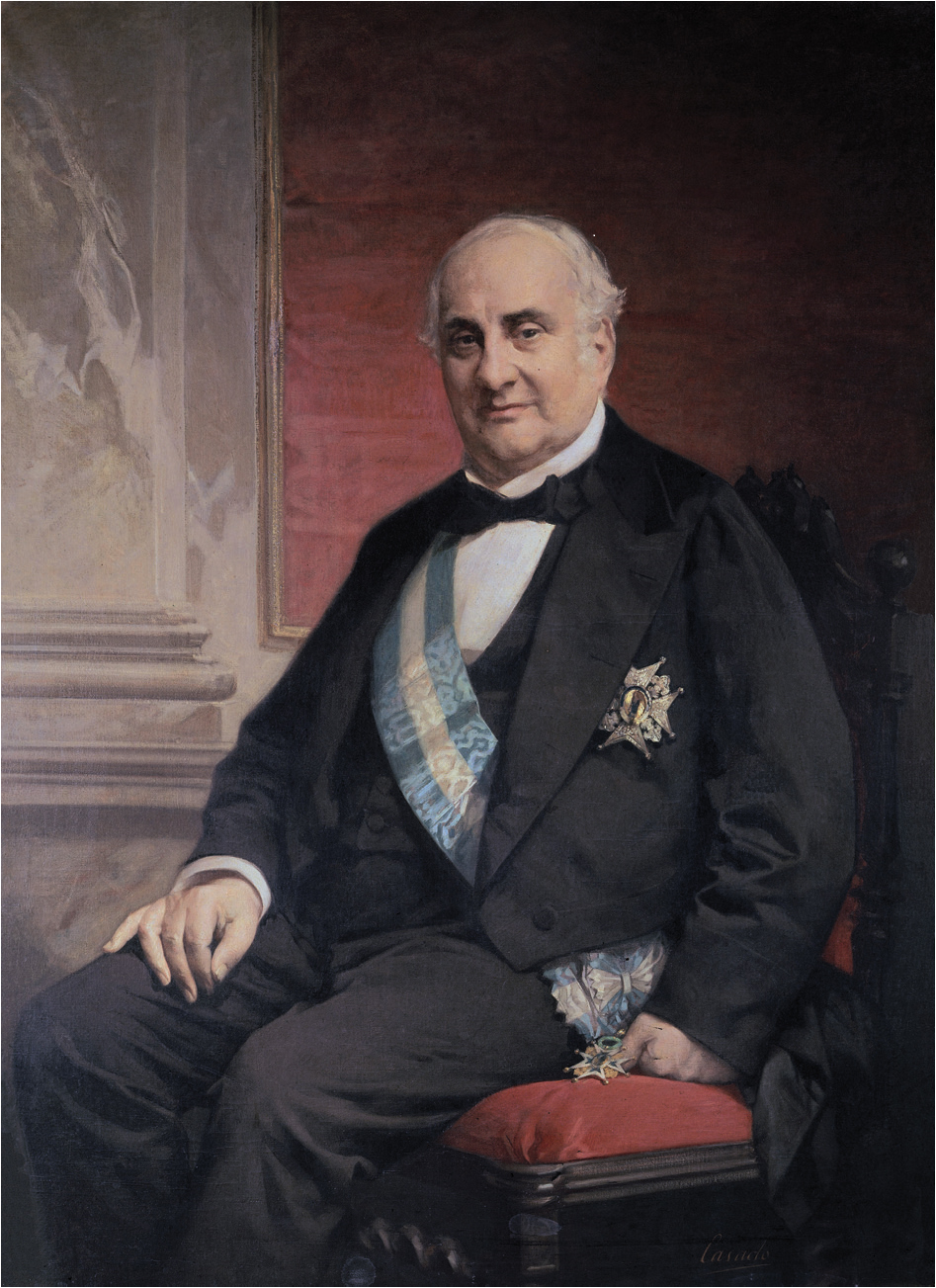
Alejandro Mon retratado por José Casado del Alisal.

El gobierno del Marqués de Miraflores duró diez meses, hasta el 17 de enero de 1864. La razón de su corta duración fue que no tenía detrás de él a ninguna de las facciones que constituían el Partido Moderado por lo que cuando presentó en las Cortes su proyecto de reforma de las Constitución de 1845 -intentando introducir como en 1853 los senadores hereditarios- su propio partido tampoco la apoyó. Le sucedió Lorenzo Arrazola, que se presentó en las Cortes como representante del «partido moderado histórico» pero su gobierno solo duró cuarenta días. Su final se debió a que varios ministros prefirieron dimitir antes que ceder a la presión del rey consorte Francisco de Asís de Borbón que quería que firmaran una concesión de ferrocarril para el financiero José de Salamanca, de quien iba a recibir una comisión millonaria. El elegido por la reina para sustituirle fue el veterano político moderado Alejandro Mon, por lo que los progresistas se sintieron engañados al ver incumplida la promesa de que serían llamados por la Corona para formar gobierno. Así en el banquete del 3 de mayo de 1864, que reunió a tres mil personas, se adoptó el lema «O todo o nada» -lo que significaba que si no accedían al gobierno mantendrían el retraimiento- y Práxedes Mateo Sagasta habló de «dinastías marchando a su destierro».
El gobierno de Alejandro Mon estaba integrado por moderados y unionistas con lo que contaba con una base parlamentaria más amplia que los dos gobiernos anteriores, pero a pesar de ello solo logró mantenerse en el poder seis meses, hasta que en septiembre de 1864 los ministros de la Unión Liberal dimitieron para forzar la caída del gobierno. Su única obra importante fue la aprobación de una nueva ley de imprenta, que sustituía a la de Cándido Nocedal y que fue redactada por Cánovas del Castillo, en la que se ponía bajo la jurisdicción militar los artículos periodísticos que «tendieran a relajar la fidelidad o disciplina de las fuerzas armadas».
"Con la dimisión de Alejandro Mon se cerraría un período de año y medio de inestabilidad presidido por gobiernos de bajo perfil, buenas intenciones y escaso apoyo político. [...] Tampoco se puede decir que la reina y su círculo más conservador mostrara excesivo entusiasmo por aquel moderantismo de medias tintas [un «moderantismo teñido de unionismo»]", afirma Juan Francisco Fuentes. El escritor Juan Valera describió así años después la situación política que vivía el país:

La corona estaba sin norte, el gobierno sin brújula, el Congreso sin prestigio, los partidos sin bandera, las fracciones sin cohesión, las individualidades sin fe, el tesoro ahogado, el crédito en el suelo, los impuestos en las nubes, el país en la inquietud...

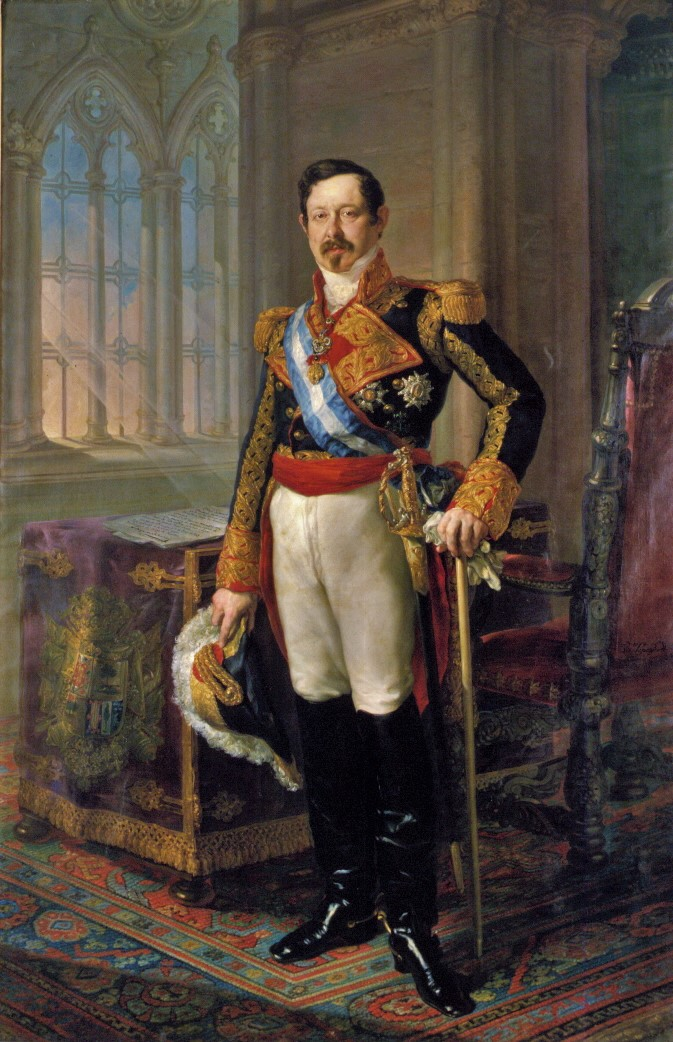
General Ramón María Narváez.

Entonces la reina llamó el 16 de septiembre de 1864 al general Narváez, el único político que podía unir tras de sí a un Partido Moderado muy dividido, para que formara gobierno por sexta vez -mientras, el general Prim seguía sin conseguir que los progresistas abandonaran el retraimiento-. Al parecer, en la decisión de llamar a Narváez influyó la reina madre María Cristina de Borbón, que pensó en él para que consiguiera apartar del retraimiento a los progresistas derogando las circulares restrictivas del derecho de reunión y prometiéndoles unas elecciones limpias, dentro de lo que cabía en aquella época. Según Jorge Vilches, María Cristina se llegó a entrevistar con el general Espartero para que hiciera cambiar de opinión al Partido Progresista, lo que no consiguió, e incluso intentó que su hija Isabel II despidiera a la camarilla clerical que la rodeaba, que era otro de los argumentos de los progresistas para seguir sin participar en las instituciones de la Monarquía, pero su hija se negó.
Narváez siguió con la política conciliadora de los tres gobiernos anteriores -nada más producirse su nombramiento declaró ser «más liberal que Riego»- por lo que pactó con O'Donnell la alternancia en el poder entre moderados y unionistas y tomó algunas medidas "aperturistas", como el mantenimiento de los funcionarios en sus puestos o una amnistía por los delitos de opinión, para que los progresistas abandonaran el retraimiento.
Pero cuando Narváez convocó elecciones los progresistas se mantuvieron en su postura del retraimiento afirmando que solo la abandonarían si la reina les llamaba a gobernar, volviendo a repetir el "o todo o nada" que ratificaron a finales de octubre en una asamblea de los representantes de los comités provinciales reunidos en Madrid, en la que 61 votaron a favor del retraimiento, y solo 4, Prim y los suyos, en contra. El retraimiento acercó a los progresistas con el sector "liberal-democrático" del Partido Demócrata que encabezaba Emilio Castelar y que defendía la "abstención" de su propio partido y la alianza con los progresistas para «humillar y vencer a los enemigos de la libertad».
La respuesta de Narváez fue abandonar rápidamente la política de conciliación escorándose hacia posiciones autoritarias que radicalizaron la actitud los progresistas cada vez más decantados hacia la insurrección y hacia la adopción de la causa de la democracia, desarrollando al mismo tiempo un discurso político claramente antidinástico. El progresista Carlos Rubio declaró en 1865: «La democracia es hoy la teoría del partido progresista; el partido progresista es la práctica de la democracia».

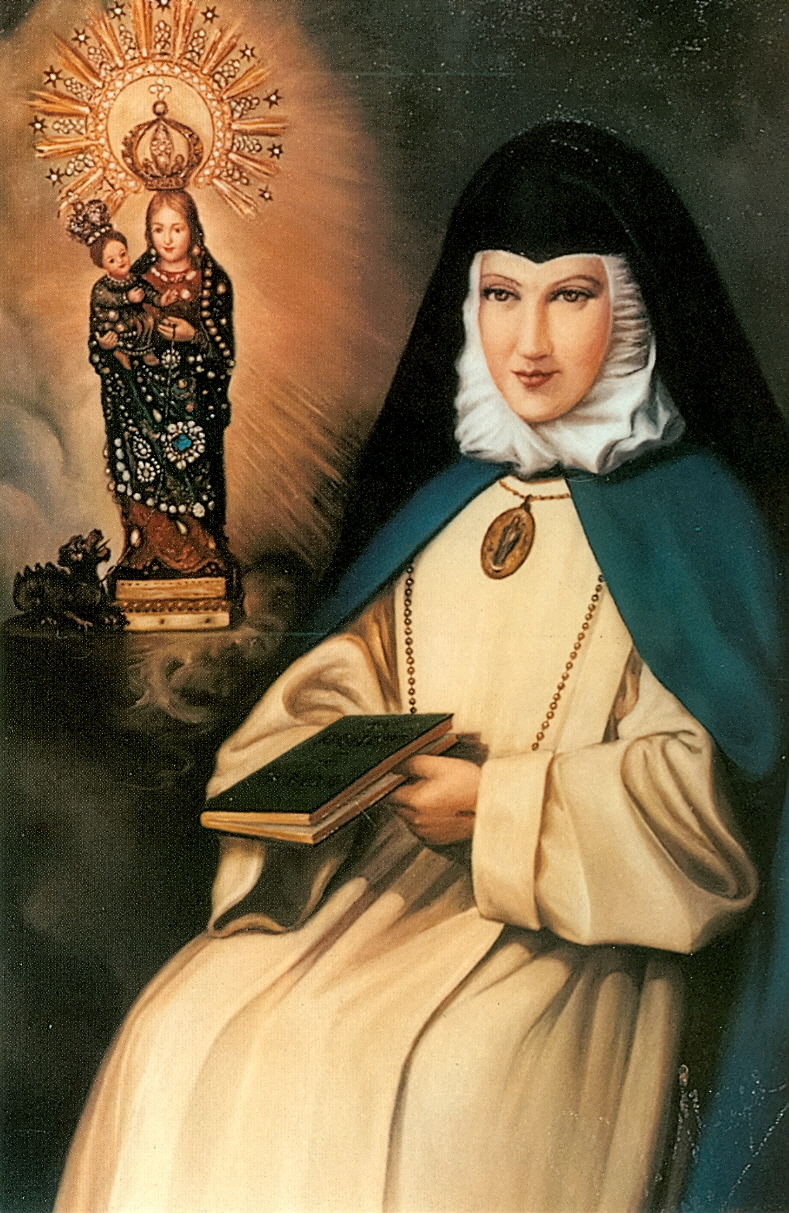
Retrato de Sor Patrocinio.

Otro problema al que tuvo que hacer frente el gobierno de Narváez fue la cuestión romana porque Isabel II se oponía al propósito del gobierno y de toda la clase política liberal de reconocer al nuevo reino de Italia enfrentado con el Papado a causa de la usurpazione ingiusta de los Estados Pontificios -como le escribió el papa Pío IX a la reina- por parte de la monarquía italiana unificada. "La cuestión, que venía coleando desde 1861, contribuyó a dar nuevos argumentos a la leyenda negra sobre la influencia de la camarilla clerical en Palacio, a aumentar el desprestigio personal de Isabel II y, en última instancia, a debilitar aún más un sistema ya de por sí muy frágil por sus divisiones internas y por la creciente fuerza de la oposición. La figura de la reina se colocó así en el centro mismo del debate público. Cada vez eran más quienes cuestionaban abiertamente no sólo su papel político -los famosos "obstáculos tradicionales"- sino su conducta privada, marcada de forma contradictoria por su irrefrenable vida amorosa y por su devoción supersticiosa hacia figuras como el padre Claret y sor Patrocinio, popularmente conocida como la monja de las llagas".

### La "Noche de San Daniel" y la caída de Narváez
El desencadenante de la crisis conocida con el nombre de la Noche de San Daniel fueron dos artículos críticos con la reina Isabel II publicados por Emilio Castelar el 21 y el 22 de febrero de 1865 en La Democracia, el primero titulado "¿De quién es el patrimonio real?" y el segundo "El rasgo", que se referían a la decisión de la reina de vender algunas propiedades del Patrimonio de la Corona y, del beneficio resultante, ceder el 75% al Estado para hacer frente a su déficit y conservar para sí el 25%. En palabras de Narváez fue un gesto «tan grande, tan extraordinario, tan sublime» que fue muy aplaudido por la mayoría de los diputados que calificaron a Isabel II de «émula de Isabel la Católica» y por la prensa dinástica que también se deshizo en elogios. Emilio Castelar, por el contrario, opinaba que no existía tal gesto -"el rasgo" como lo calificó irónicamente- porque lo que había hecho la reina en realidad había sido apropiarse del 25% de un patrimonio que era "del país... La casa real devuelve al país una propiedad que es del país". Así pues el supuesto "rasgo" era en realidad un «engaño, un desacato a la ley, una amenaza..., y desde todos los puntos de vista, uno de esos amaños de que el partido moderado se vale para para sostenerse en el poder que la voluntad de la nación maldice». Así pues, los artículos de Castelar "vinieron a descubrir el misterio [de la supuesta generosidad de la reina]: Isabel, agobiada por las deudas, se reservaba un 25 por 100 del producto de la venta de unos bienes que, en su mayor parte, no eran de su patrimonio, sino de la nación".

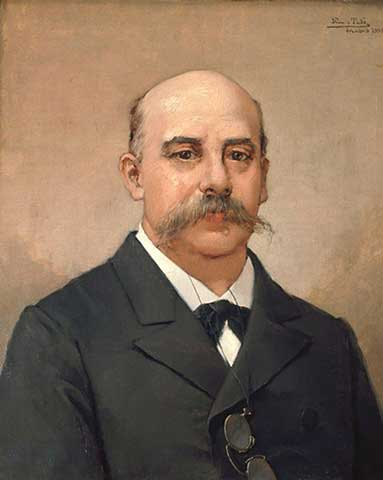
Emilio Castelar.

La reacción del gobierno Narváez fue de gran virulencia. Separó de su cátedra de Historia de la Universidad de Madrid a Emilio Castelar y a los profesores que como Nicolás Salmerón se solidarizaron con él, y destituyó al rector de la Universidad, Juan Manuel Montalbán, por negarse a instruir los expedientes contra sus compañeros. El ministro de la Gobernación Luis González Bravo declaró el estado de guerra en previsión de incidentes. El 10 de abril, día de San Daniel, cuando el nuevo rector debía jurar su cargo, los estudiantes se manifestaron por las calles de Madrid en defensa del rector depuesto.
Entonces el gobierno sacó a la calle a la guardia civil a pie y a caballo y cuando los guardias llegaron a la Puerta del Sol, según relató un testigo, «sin que mediase intimación ni advertencia de ningún género, principiaron con un coraje ciego a hacer uso de las armas y a cazar a la multitud descuidada». Hubo 11 muertos y 193 heridos, en su mayoría transeúntes que no participaban en la algarada estudiantil, incluyendo ancianos, mujeres y niños. En cambio, la guardia civil solo tuvo un herido, un centinela a caballo que recibió una pedrada -por lo que el ministro de la Gobernación Luis González Bravo faltó a la verdad cuando aseguró ante las Cortes que se había «derramado la sangre de nuestros soldados»-. Los trágicos sucesos de la que sería conocida como la Noche de San Daniel se debieron, según Josep Fontana, "a un ataque de furor de Narváez y González Bravo, que se consideraban desafiados por los manifestantes e incitaron al brutal ataque".
Las consecuencias políticas de la "Noche de San Daniel" acabaron con el gobierno Narváez. Al día siguiente se reunió el consejo de ministros en el que tuvo lugar un acalorado debate entre el ministro de Fomento -del que dependía todo lo relativo a la educación-, el veterano liberal Antonio Alcalá Galiano, y el ministro de la Gobernación Luis González Bravo, durante el cual Alcalá Galiano sufrió una angina de pecho y falleció poco después. Diputados de la Unión Liberal, como Cánovas del Castillo, Posada Herrera y Ríos Rosas también dirigieron sus críticas hacia González Bravo —Ríos Rosas conmocionó al Congreso de Diputados cuando afirmó: «esa sangre pesa sobre vuestras cabezas»—. Esta situación convenció a la reina de que debía destituir a Narváez, aunque aún esperó dos meses hasta que el 21 de junio de 1865 volvió a llamar a O'Donnell. Isabel II no hizo caso a su madre María Cristina, que le aconsejó que llamara a los progresistas para que se integraran en la Monarquía y dejaran de conspirar contra ella, y ello a pesar de que O'Donnell le expresó a la reina su deseo de retirarse de la política y marchar al extranjero.

## La vuelta de la Unión Liberal de O'Donnell (1865-1866)

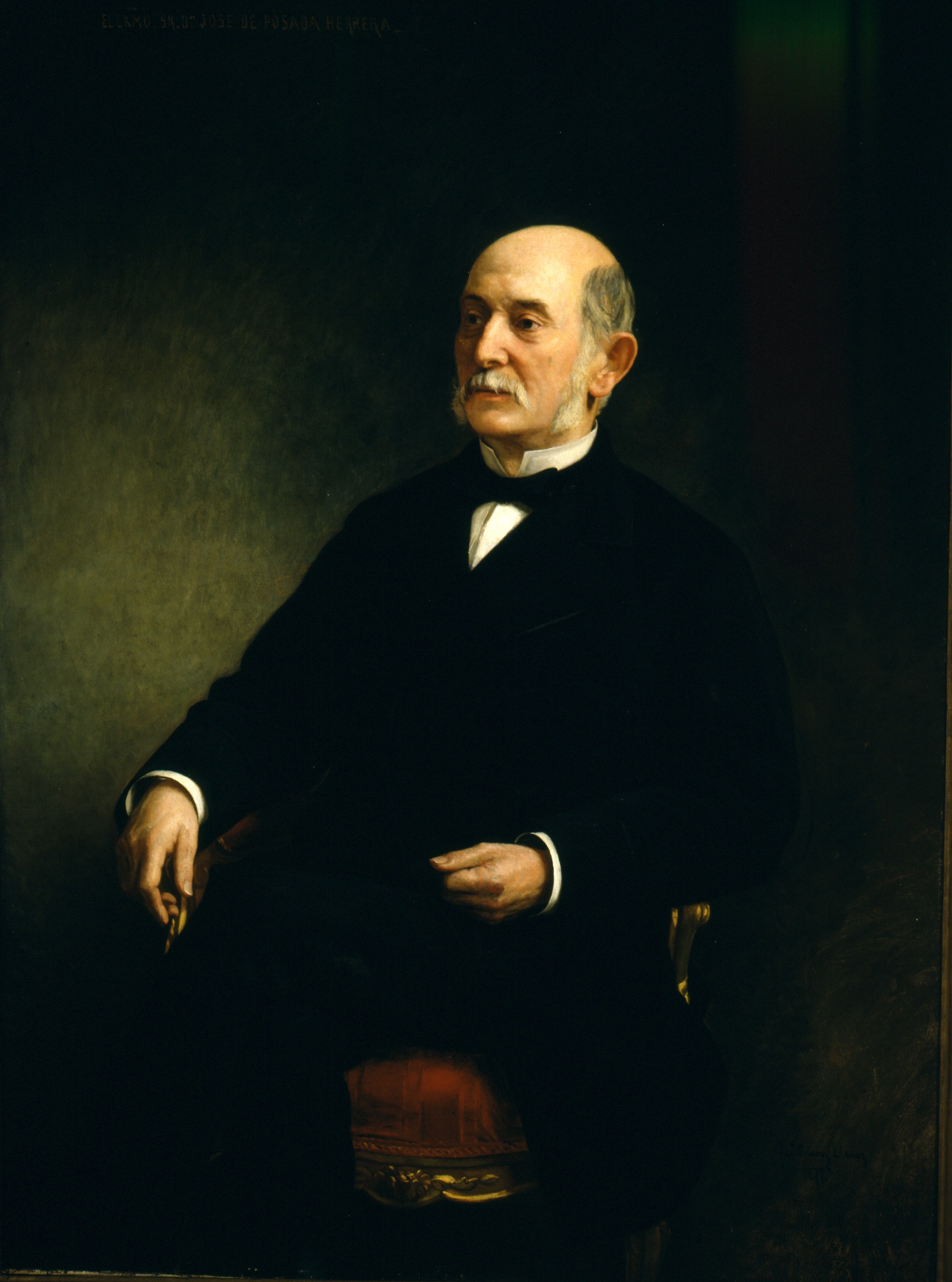
José Posada Herrera, ministro de la Gobernación en el gobierno de Leopoldo O'Donnell, retratado por Ignacio Suárez Llanos.

O'Donnel formó un gobierno de la Unión Liberal en el que destacaban José Posada Herrera en Gobernación y Antonio Cánovas del Castillo en Ultramar -el general Serrano quedó fuera del gobierno para ocupar la Capitanía General de Castilla la Nueva que incluía Madrid-. La política que emprendió O'Donnell, animado por Ríos Rosas, estuvo dirigida a afianzar a la Unión Liberal como la alternativa liberal del régimen isabelino, mientras el Partido Moderado representaba la alternativa conservadora, poniendo así las bases para el turno pacífico entre los dos partidos dinásticos, y de esa forma consolidar la Monarquía Constitucional de Isabel II. Por eso, según Jorge Vilches, empezó a aplicar buena parte del programa de los progresistas: "rebaja del censo a la mitad para ampliar el cuerpo electoral [que pasó de 170.000 a más de 400.000], establecimiento de la circunscripción provincial, derogación de la restrictiva ley de imprenta moderada, el juicio por jurado para los delitos de imprenta, continuación de la desamortización eclesiástica, y reconocimiento del reino de Italia". Estos dos últimos dos puntos provocaron las protestas y condenas de la jerarquía eclesiástica española.
O'Donnell incluso intentó formar un gobierno de coalición entre unionistas y progresistas, propuesta que aceptaron Prim y López Grado -director de El Progreso Constitucional- pero que rechazaron Angel Fernández de los Ríos y Práxedes Mateo Sagasta, directores respectivamente de La Soberanía Nacional y de La Iberia, lo que frustró el proyecto. Después O'Donnell ofreció a Prim un amplio grupo parlamentario para los progresistas en las futuras elecciones si conseguía que abandonaran el retraimiento, pero en la junta general del partido que se celebró en noviembre de 1865 su propuesta de participación en las elecciones volvió a salir derrotada pues solo consiguió 12 votos de los 83 emitidos.
Al no conseguir que su partido apoyara la vuelta a las instituciones, el general Prim optó por la vía del pronunciamiento para que la reina lo nombrara presidente del gobierno, emulando la experiencia de la Vicalvarada de 1854. Así el 3 de enero de 1866 Prim se pronunció, sin conocimiento del Comité central del Partido Progresista, en la localidad madrileña de Villarejo de Salvanés -Jorge Vilches sugiere que fue el propio O'Donnell quien le aconsejó que siguiera esta vía para formar un gobierno con dos militares, como el que siguió al triunfo de la Vicalvarada-. Prim pretendía dar un golpe exclusivamente militar sin contar con los civiles porque su participación daba lugar, según Prim, a «la perturbación que traen las juntas, que ya se establecen hasta en las aldeas» y que dificultaban «restablecer el principio de autoridad».
El general Prim al frente de los regimientos de Calatrava y Balilén estacionados en Aranjuez y Ocaña intentó marchar desde Villarejo de Salvanés hacia Madrid para forzar un cambio de gobierno y evitar «que el pueblo tirase el trono por el balcón y que, con los soldados que contaba, se pondría sobre las cercas de Madrid, se le rendiría la corte y el país tendría un gobierno que, sin sangre ni disturbios, realizara la mudanza política». Pero el pronunciamiento fracasó porque otras unidades militares supuestamente comprometidas no se unieron al mismo por lo que "los pronunciados pasaron unos días dando vueltas por tierras castellanas, mientras aguardaban en vano que se les sumasen otras fuerzas, y acabaron internándose en Portugal, sin atacar Madrid".
El fracaso del pronunciamiento de Villarejo de Salvanés hizo que Prim apoyara la línea mayoritaria de su partido basada en el retraimiento y en la alianza con los demócratas, y a partir de entonces se dedicara en cuerpo y alma a preparar una insurrección que derribara a la Monarquía de Isabel II. "Así se convirtió Prim en el líder no sólo del progresismo, sino del movimiento revolucionario, falto hasta entonces de un hombre de prestigio que lo liderara".

### La crisis financiera de 1866

La red de ferrocarriles en España durante el siglo XIX

A principios de 1866 estalló la primera crisis financiera de la historia del capitalismo español. El detonante de la crisis fueron las compañías ferroviarias, que arrastraron con ellas a bancos y sociedades de crédito. A raíz de la aprobación durante el bienio progresista de la Ley de Ferrocarriles de 1855 muchos inversores habían dirigido sus capitales hacia las compañías ferroviarias cuyas acciones experimentaron un gran auge alimentando así una espiral especulativa. Pero cuando empezaron a explotarse las líneas se vio que las expectativas de beneficio que tenían los inversores eran exageradas -dado el bajo nivel de desarrollo de economía española había pocas mercancías y pocos pasajeros para transportar- y el valor de las acciones de las compañías ferroviarias se desplomó.
Dos años antes era evidente que el ciclo expansivo vivido durante los gobiernos de la Unión Liberal había tocado a su fin y que durante ese tiempo no se había hecho nada por resolver los problemas de base de la economía española, ya que el crecimiento "más que en una estructura productiva bien articulada" se había basado "en la especulación en los ferrocarriles y en las finanzas". Por eso algunos historiadores sitúan en 1864 el inicio de la "primera crisis moderna del sistema económico español". El primer sector afectado fue la industria textil catalana, como consecuencia de la escasez de algodón provocada por la Guerra de Secesión norteamericana, al que siguieron la crisis de las compañías ferroviarias ante la falta de rentabilidad de las mismas tras la finalización de la primera fase de la construcción de la red, que inmediatamente "se trasladó al sistema bancario, dado el estrecho vínculo entre compañías ferroviarias y sistema financiero. Los resultados fueron múltiples: quiebras bancarias, falta de liquidez y, de un modo más amplio, un descenso en la producción de hierro y un retraimiento económico general".
El 1 de febrero de 1866 un grupo de políticos, militares y financieros dirigieron una exposición a la reina en la que explicaban la grave crisis que amenazaba al sector ferroviario motivada por la "escasez de rendimientos" de las sociedades concesionarias, y además advertían del peligro que corrían también las sociedades de crédito que habían invertido la inmensa mayoría de su capital en el negocio ferroviario. Como solución pedían la concesión de nuevas subvenciones públicas a las compañías ferroviarias para salvarlas de la quiebra. Entre los firmantes se encontraban algunos de los más importantes empresarios del país —Ignacio Bauer, Jaime Girona, José Campo Pérez, Bertrán de Lis— y también políticos como Alejandro Mon, José de Salamanca, Bravo Murillo o el general Serrano, cuyo nombre aparecía en primer lugar. Lo cierto era que desde los años 50 había comenzado una estrecha vinculación entre el mundo de los negocios y los principales partidos políticos. "La nómina de políticos y generales que prestaron su nombre y su influencia a bancos y compañías ferroviarias sería interminable".
Las primeras quiebras de sociedades de crédito vinculadas a las compañías ferroviarias se produjeron en 1864, como la francesa Caja General de Crédito con sede en Madrid, que suspendió pagos debido a la escasa rentabilidad de la línea Sevilla-Jerez-Cádiz de la que era el principal accionista, o el Banco de Valladolid. En mayo de 1866 la crisis alcanzó a dos importantes sociedades de crédito de Barcelona, la Catalana General de Crédito y el Crédito Mobiliario Barcelonés, lo que desató una oleada de pánico. Al mes siguiente se producía la fracasada sublevación del Cuartel de San Gil por lo que la crisis política complicó aún más la salida de la crisis económica. Como ha señalado Juan Francisco Fuentes, "la pérdida de credibilidad de las instituciones políticas añadía aún mayor dramatismo a la situación económica".
En enero de 1867 el político progresista Pascual Madoz, que había sido ministro de Hacienda durante el bienio progresista, describía así la situación económica española en una carta enviada a su amigo el general Prim:

La situación del país es mala, malísima. El crédito a tierra... Los negocios, perdidos... Nadie paga porque nadie puede pagar... La España ha llegado a una decadencia grande, y yo, como buen español, desearía que hubiera medios hábiles de levantar el prestigio y dignidad de este pueblo, que merece mejor suerte.

### La sublevación del cuartel de San Gil y la caída de O'Donnell

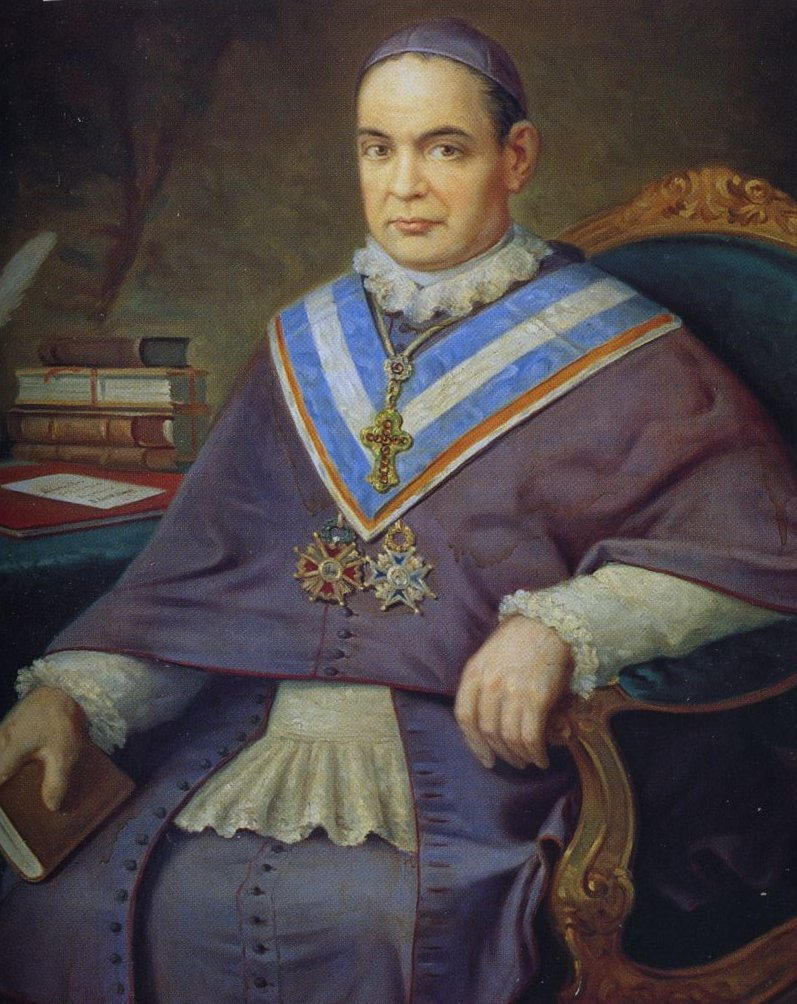
San Antonio María Claret. Luis de Madrazo y Kuntz. (Museo Nacional del Romanticismo de Madrid).

El 22 de junio de 1866 se produjo en Madrid un levantamiento protagonizado por los sargentos de artillería del Cuartel de San Gil, que acabó en un rotundo fracaso. "El caso es que los artilleros del cuartel de San Gil, que habían planeado sorprender a sus oficiales de guardia para encerrarles, se encontraron con que uno de ellos se resistía y les disparaba, lo que dio lugar a una carnicería y desconcertó los planes de actuación previstos. Saliendo en desorden del cuartel, unos 1.200 hombres vagaron por las calles de Madrid con 30 piezas de artillería, mientras los dos mil paisanos [progresistas y demócratas] que se habían sublevado luchaban con heroísmo en las barricadas, para acabar sucumbiendo en medio de la confusión general".
La sublevación del Cuartel de San Gil fracasó pero O'Donnell se encontró en una difícil situación pues varios oficiales habían resultado muertos por los insurrectos -la versión oficial fue que los sargentos sublevados habían «asesinado a sus jefes»-, lo que le obligaba a aplicar una dura represión. O'Donnell resaltó el hecho de que los sargentos habían «repartido fusiles a los paisanos proletarios que acudían a recibirlos», lo que a él le pareció el inicio de una revolución social por lo que llegó a afirmar en las Cortes a los pocos días: «los horrores de la revolución francesa no se hubieran parecido en nada a lo que habría pasado aquí... aquí no existían más principios ni otro objeto que el saqueo, el asesinato y la desaparición de los fundamentos sociales». Y concluyó su intervención instando a los diputados a olvidar «nuestras disensiones pequeñas... para hacer frente a la revolución social».
La represión del levantamiento fue muy dura. Fueron fusiladas 66 personas, en su inmensa mayoría sargentos de artillería, y también algunos soldados, además de un paisano y un pobre carlista chiflado. A pesar de eso la reina insistió ante O'Donnell para que fueran fusilados inmediatamente todos los detenidos, alrededor de unos mil, a lo que el jefe del gobierno se negó.
Por otro lado, la sublevación dejó claro que los progresistas se habían puesto fuera del sistema y habían optado por la "vía revolucionaria" por lo que había fracasado la estrategia de la Unión Liberal y del propio O'Donnell de integralos mediante una política muy liberal, asumiendo muchas de sus propuestas, con el fin último de formar con ellos el partido liberal del régimen isabelino que se alternaría con el partido conservador, que representaban los moderados. Así que la reina destituyó a O'Donnell y llamó de nuevo a Narváez para que formara gobierno. Según Josep Fontana, la razón de la sustitución de O'Donnell fue que la reina consideró que había sido demasiado blando en la represión de la sublevación del Cuartel de San Gil.
"Se ha dicho que aquella fue la peor decisión política tomada por la reina a lo largo de su reinado, tras la cual muchos vieron la influencia de su confesor, el padre Claret, decidido partidario de una política autoritaria y ultramontana... [y que nunca perdonó] a O'Donnell el reconocimiento del reino de Italia".

## Los últimos gobiernos moderados y el final de la Monarquía de Isabel II (1866-1868)

### El último gobierno del general Narváez (julio de 1866-abril de 1868)

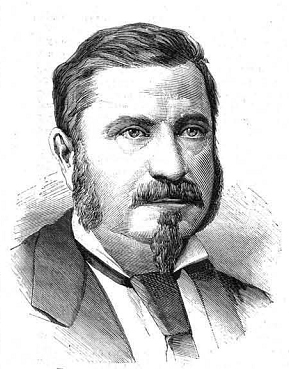
El neocatólico Manuel Orovio, ministro de Fomento del gobierno de Narváez

El séptimo gobierno del general Narváez optó por una política autoritaria y represiva, como dejó muy claro desde el primer día cuando el general declaró en la Cortes que la prioridad era «la cuestión del orden público, la que interesa a todos los españoles» y a continuación suspendió las garantías constitucionales y decretó el cierre temporal del parlamento. Unas de las víctimas principales de la represión fueron los profesores de la Universidad de Madrid, a pesar de que ya habían pasado varios meses desde la noche de San Daniel, porque muchos de ellos eran krausistas, que eran considerados por los neocatólicos -que predominaban en el entorno de la reina y en el del gobierno moderado- como una especie de secta que quería acabar con la religión y con la monarquía. Así el 22 de enero de 1867 el ministro de Fomento, el neocatólico Manuel Orovio, decretó la destitución de sus cátedras de los profesores Emilio Castelar, Julián Sanz del Río, Fernando de Castro y Nicolás Salmerón. Este y otros abusos provocaron que un grupo de diputados intentara hacer llegar a la reina su protesta pero el gobierno lo impidió y se incautó del manifiesto. La espiral represiva llegó a alcanzar a los presidentes del Congreso y del Senado -dos unionistas de peso: Antonio de los Ríos Rosas y el general Serrano- que fueron detenidos y desterrados. La razón era que habían encabezado el escrito presentado a la reina por una comisión de diputados y senadores pidiendo la reapertura de las Cortes antes de que acabara el año, conforme mandaba la Constitución de 1845. Los firmantes del escrito fueron desterrados a Baleares y a Canarias por orden del gobierno, aunque a Serrano, encerrado inicialmente en un castillo militar, se le dejó marchar al extranjero gracias a la intercesión de la reina.
La política autoritaria y represiva del gobierno de Narváez hizo imposible el turno en el poder con la Unión Liberal de O'Donnell, que optó por hacer el «vacío en Palacio» -según la expresión del propio O'Donnell-, lo que significaba el retraimiento en el Senado. O'Donnell llegó incluso a plantear la abdicación de Isabel II en favor de su hijo Alfonso -el futuro Alfonso XII-, que solo tenía nueve años de edad. A lo que se negó en rotundo O'Donnell fue a pactar ninguna iniciativa con los progresistas con los que estaba "dolido por los acontecimientos del Cuartel de San Gil, en especial con Prim". Solo tras su muerte en noviembre de 1867, se sumaría la Unión Liberal -liderada entonces por el general Serrano- al pacto de Ostende que habían firmado un año antes progresistas y demócratas.

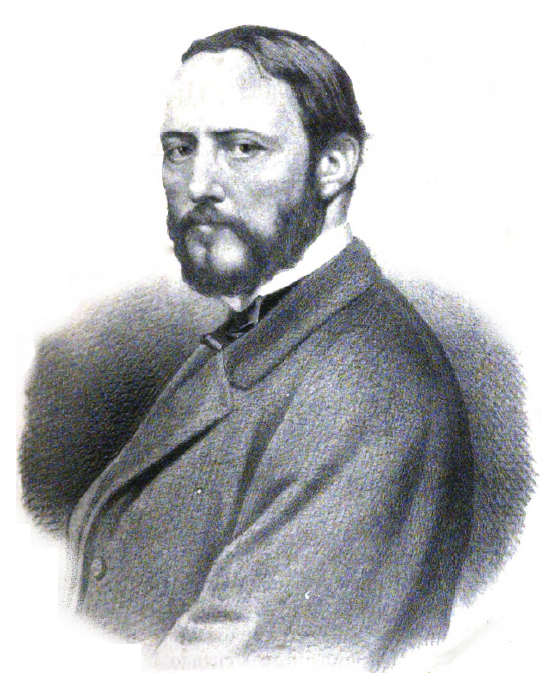
Juan Prim en 1869

El pacto de Ostende de progresistas y demócratas, que recibe su nombre por el de la ciudad de Bélgica donde se firmó el 16 de agosto de 1866, constaba de dos puntos:

1º, destruir lo existente en las altas esferas del poder;

2º, nombramiento de una asamblea constituyente, bajo la dirección de un Gobierno provisorio, la cual decidiría la suerte del país, cuya soberanía era la ley que representase, siendo elegida por sufragio universal directo.

La ambigua redacción del primer punto permitía incorporar al mismo a otras personalidades y fuerzas políticas. Así, tras el fallecimiento de O'Donnell, Prim y Serrano -paradójicamente, el mismo militar que había dirigido la represión de la sublevación del cuartel de San Gil- firmaron un acuerdo en marzo de 1868 por el que la Unión Liberal se sumaba al mismo.
Las Cortes cerradas en julio de 1866 no volvieron a abrirse porque fueron disueltas y se convocaron nuevas elecciones para principios de 1867. La "influencia moral" del gobierno dio una mayoría tan aplastante a los diputados ministeriales que la Unión Liberal, lo más parecido a una oposición parlamentaria, quedó reducida a cuatro diputados. Además en el nuevo reglamento de las Cortes aprobado en junio de 1867, tres meses después de haber sido abiertas, se suprimió el voto de censura, reduciendo así sensiblemente su capacidad para controlar al gobierno. Asimismo las Cortes declararon al gobierno «libre de responsabilidad» de lo que hubiera hecho o legislado por decreto cuando estaban cerradas, lo que fue calificado por un diputado de la oposición como un "golpe de estado".

### La crisis de subsistencias de 1867-1868
A la crisis financiera de 1866 se sumó una grave crisis de subsistencias en 1867 y 1868 motivada por la malas cosechas de esos años, en un momento en que “el país se encontró totalmente falto de reservas de las que poder echar mano, debido a que las exportaciones a Cuba, Francia e Inglaterra lo habían vaciado prácticamente”. La primera subida del precio del trigo se produjo en septiembre de 1866 debido a la escasez de trigo causada por las exportaciones realizadas para reducir el déficit de la balanza comercial después de dos años de excelentes cosechas. El problema se agravó con la mala cosecha de 1867. "El precio del trigo subió durante el año agrícola de 1867-1868 un 37% respecto del año anterior, y un 64% en relación con 1865-1866". Para intentar paliar la crisis el último gobierno de Narváez aprobó un decreto en marzo de 1868 por el que se ponía fin al tradicional política proteccionista y se dejaba totalmente libre del pago de aranceles la importación de trigos y de harinas, aunque la medida se tomó no porque se hubiera asumido la teoría del liberalismo económico, sino como repuesta al descontento popular y a las revueltas sociales de 1868.
Los afectados por la crisis de subsistencias no fueron los hombres de negocios o los políticos, como en la crisis financiera, sino las clases populares debido a la escasez y carestía de productos básicos como el pan. Se desataron motines populares en varias ciudades, como en Sevilla, donde el trigo llegó a multiplicar por seis su precio, o en Granada, al grito de "pan a ocho" (reales). La crisis de subsistencias se vio agravada por el crecimiento del paro provocado por la crisis económica desencadenada por la crisis financiera, que afectó sobre todo a dos de los sectores que más trabajo proporcionaban, las obras públicas -incluidos los ferrocarriles- y la construcción. Así pues, como han señalado los historiadores de la economía en esos años confluyeron dos tipos de crisis, una moderna de tipo capitalista que generaba desempleo y otra tradicional, de subsistencias, que provocaba carestía y escasez. La coincidencia de ambas creaba "unas condiciones sociales explosivas que daban argumentos a los sectores populares para incorporarse a la lucha contra el régimen isabelino".
El problema afectaba especialmente a las ciudades de cierta importancia, como lo reflejan las actas del Ayuntamiento de Madrid en las que aparecen los problemas que tenía para intentar remediar la situación y también las medidas que se pusieron en marcha que recordaban las que adoptaban las autoridades en el Antiguo Régimen: “desde la puesta en venta de pan de ínfima calidad y las suscripciones en el vecindario con destino a dar raciones diarias a las clases menesterosas, hasta el tradicional reparto de potaje en los centros de beneficencia”.

### Los dos últimos gobiernos de la Monarquía (abril-septiembre 1868)

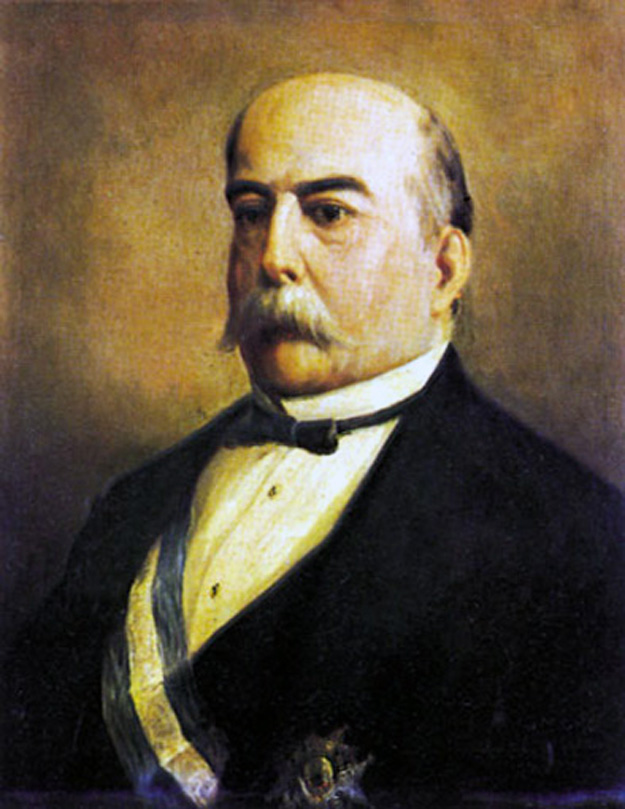
Luis González Bravo.

El 23 de abril de 1868 murió el general Narváez y la reina, que ya no pudo recurrir a O'Donnell que también había fallecido unos meses antes, nombró al ultraconservador ministro de la Gobernación, Luis González Bravo, nuevo presidente del gobierno. Como ha señalado Juan Francisco Fuentes, en aquel momento "la Monarquía se había situado en un punto de no retorno. Muertos O'Donnell y Narváez y en plena desbandada los principales generales unionistas, como Prim -pasado al progresismo-, Serrano -antiguo favorito de la reina- o Dulce, la soledad política de la reina resultaba incontestable. En opinión de Carmen Llorca, con la muerte de Narváez el reinado de Isabel II se podía dar por virtualmente terminado. Ante tal panorama, la opción de la reina fue reforzar aún más el giro autoritario confiando a Luis González Bravo la formación de un nuevo gobierno".
Cuando González Bravo se presentó ante las Cortes definió a su gobierno como uno «de resistencia a toda tendencia revolucionaria». Enseguida, cerró las Cortes y mandó detener y desterrar a los principales generales de la Unión Liberal -Francisco Serrano, Domingo Dulce, Fernando Fernández de Córdova y Antonio Caballero y Fernández de Rodas. La respuesta de la oposición antidinástica fue el Pacto de Bruselas del 30 de junio de 1868 en el que se ratificaron los objetivos del Pacto de Ostende.
Una prueba más del aislamiento en que se encontraba el régimen isabelino fue el decreto que promulgó el gobierno en julio de 1868 por el que se desterraba de España al duque de Montpensier y a su esposa, que era la hermana de la reina, ya que se sospechaba que aspiraba al trono, una vez que estuviera vacante por el triunfo del pronunciamiento que se estaba preparando. Era el candidato que preferían los generales unionistas una vez hubiera caído Isabel II, por lo que esta decisión hizo que más mandos militares se sumaran al movimiento, entre ellos el almirante Juan Bautista Topete.

### La Revolución de 1868

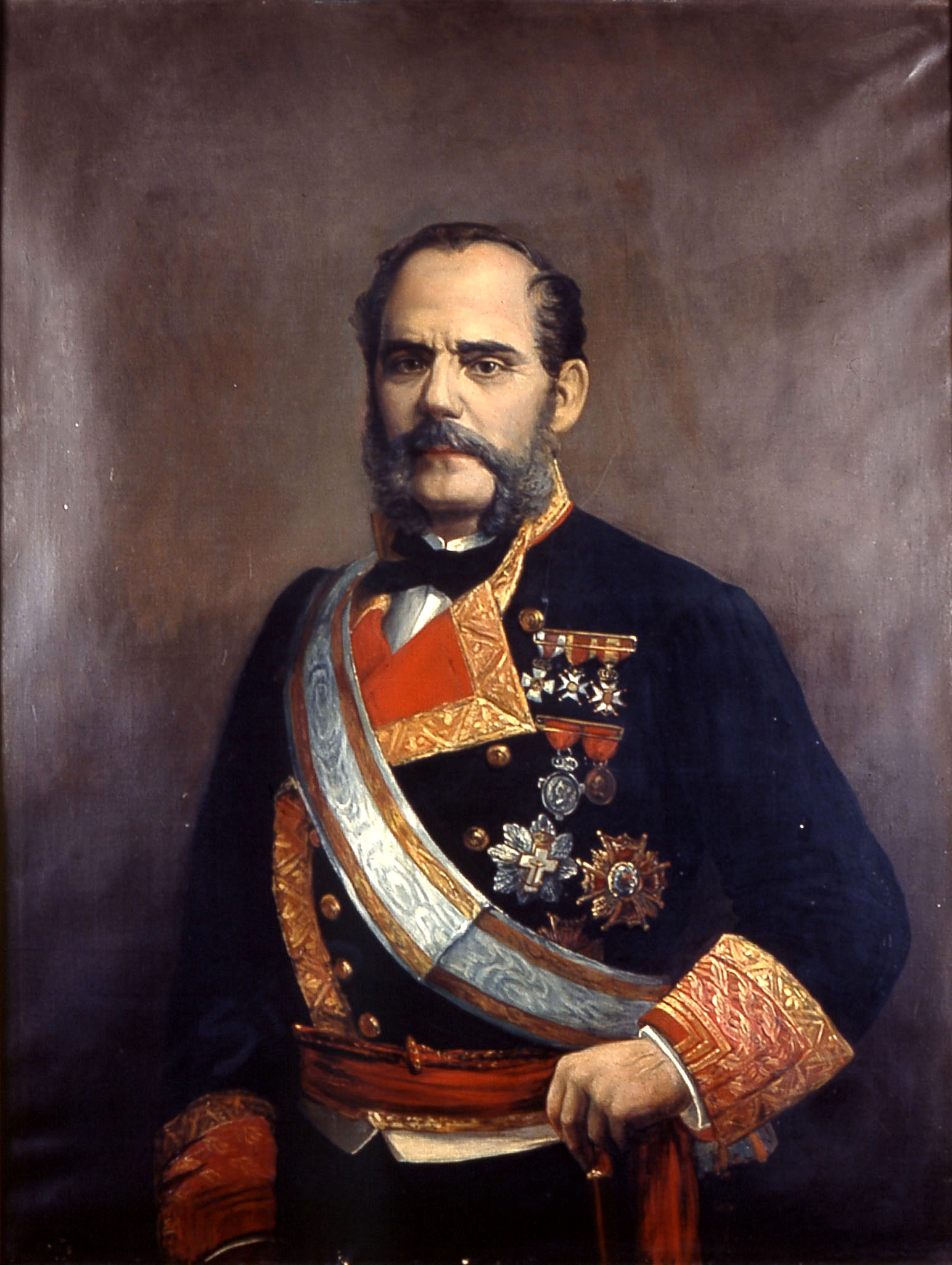
Almirante Juan Bautista Topete (1887) por Rafael Monleón (Museo Naval de Madrid).

El 16 de septiembre el general Prim llegó a Cádiz procedente de Londres, vía Gibraltar y dos días después, el 18 de septiembre, se sublevaba el almirante Juan Bautista Topete al frente de la escuadra. El 19, tras la llegada desde Canarias del general Serrano y del resto de los generales unionistas comprometidos, Topete leyó un manifiesto redactado por el escritor unionista Adelardo López de Ayala en el que se justificaba el pronunciamiento y que acababa con un grito -«¡Viva España con honra!»- que se haría célebre. En los días siguientes el levantamiento se fue extendiendo por el resto del país, empezando por Andalucía.
El mismo día en que se hizo público el manifiesto de los sublevados,  Luis González Bravo aconsejó a la reina Isabel II que a él le sustituyese en la presidencia un militar, para mejor hacer frente a la lucha armada, dimitiendo de su presidencia en favor del general José Gutiérrez de la Concha, quien mantuvo a casi todos los ministros del gobierno anterior y puso al frente del Ministerio de Gobernación a González Bravo, este último habiendo ocupado ya antes tal puesto en tres ocasiones. El nuevo presidente organizó en Madrid un ejército como pudo, dada la falta de apoyo que encontró entre los mandos militares, y lo envió a Andalucía al mando del general Manuel Pavía y Lacy, Marqués de Novaliches, para que acabara con la rebelión. Al mismo tiempo aconsejó a la reina que volviera a Madrid desde San Sebastián donde estaba de veraneo pero al poco tiempo de iniciar el viaje en tren el general de la Concha le envió un telegrama a la reina pidiéndole ahora que siguiera en San Sebastián porque las situación de las fuerzas leales había empeorado.
El 28 de septiembre tuvo lugar la decisiva batalla de Alcolea (en la provincia de Córdoba) en la que la victoria fue para las fuerzas sublevadas al mando del general Serrano que contaron con el apoyo de millares de voluntarios armados. Al día siguiente el levantamiento triunfaba en Madrid y el día 30 Isabel II abandonaba España desde San Sebastián. Entonces terminó toda resistencia de las fuerzas leales a la reina y el 8 de octubre se formaba un gobierno provisional presidido por el general Serrano, y del que formaban parte el general Prim y el almirante Topete. Se sellaba así el triunfo de la que sería llamada la Revolución de 1868 o "La Gloriosa" que había puesto fin al reinado de Isabel II.